# Al Jazeera Balkans
Al Jazeera Balkans este un canal de știri în Limba sârbocroată și este deținută de Al Jazeera. A început pe data de 11 noiembrie 2011.
A fost închis în data de 31 iulie 2025.